# Bradford West Gwillimbury
Bradford West Gwillimbury es un pueblo canadiense situado en la provincia de Ontario.

## Superficie
Bradford West Gwillimbury tiene una superficie de 200,68 km².

## Demografía
En 2021, tenía 42 880 habitantes, una densidad poblacional de 213,7 hab./km², y 13 907 viviendas.